# Vito Bongiorno

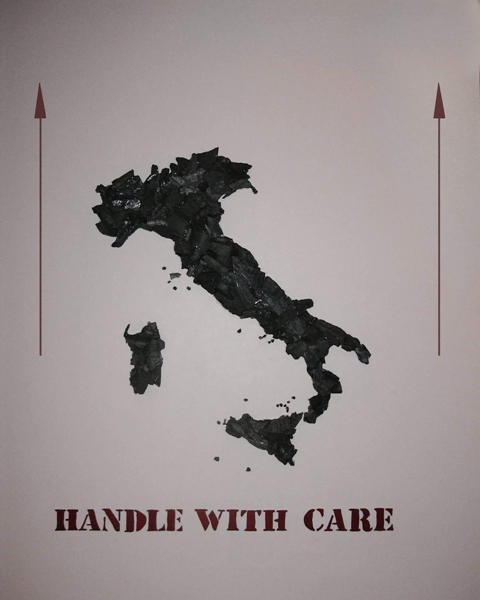
Handle with care (2012)

Vito Bongiorno (Alcamo, 1º dicembre 1963) è un artista e pittore italiano.

## Biografia
Dopo aver conseguito il diploma di maturità artistica a Roma nel 1981, si trasferisce a Monaco di Baviera, esponendo in alcune importanti gallerie, e a New York nel 1987, entrando in contatto con le maggiori realtà artistiche del periodo. L'artista dichiara lo stato di fragilità in cui versa il nostro pianeta, da qui l'utilizzo del carbone e cenere nelle sue opere per dimostrare simbolicamente la malattia, la spaccatura e l’inquinamento. Un'altra riflessione artistica di Bongiorno è il corpo femminile che considera come un mezzo di espressione artistica, tanto da indurlo ad intraprendere una serie di sperimentazioni tra Body art e Land art.. Una delle sue creazioni artistiche più recenti è Terra Mater, esposta al Museo di arte contemporanea di Roma al Testaccio, nel maggio 2012. Superfetazioni ai Musei Capitolini nella Centrale Montemartini di Roma.

Nel 2015 è intervenuto con un'installazione al Museo di Cà Pesaro di Venezia in occasione della Biennale di Venezia. È presente nell'archivio degli artisti della biblioteca della Quadriennale di Roma. Alcune delle sue opere d'arte sono presenti nella collezione permanente: Museo Mutuo Soccorso, Museo delle Trame Mediterranee Fondazioni Orestiadi, Gibellina (TP) Museo Maam di Roma, Museo Fondazione Pistoletto Biella, Collezione arte contemporanea Banca Don Rizzo, Ministero dell'Istruzione, I.I.S Paolo Baffi, Fiumicino, Museo d’arte contemporanea di Alcamo MACA, collezione artisti italiani presso l’Ambasciata italiana in Montevideo Uruguay. Nel 2019 ha creato l'opera Il nostro pianeta, esposta al Museo di arte contemporanea di Roma  l’antologica Nostos al Museo d'arte contemporanea di Alcamo (MACA).
Il 23 maggio 2022, per la Sezione Spettacolo del Premio Donne in Amore, organizzato dall’Associazione Naschira, partner di Barrett International Group di Virginia Barrett, Nathaly Caldonazzo e Vito Bongiorno sono stati premiati per il progetto pittorico “Squartalized”, il quale rappresenta gli stati d’animo e le ferite di chi ha subito violenza fisica o psicologica.